# Johan Friele
Johan Friele (* 29. November 1866 in Bergen; † 1. Oktober 1927 ebenda) war ein norwegischer Segler und Arzt.

## Erfolge bei den Olympischen Spielen
Johan Friele, der für den Bergens Seilforening segelte, wurde 1920 in Antwerpen bei den Olympischen Spielen in der 12-Meter-Klasse nach der International Rule von 1919 Olympiasieger. Er war Skipper der Heira II, die als einziges Boot seiner Klasse teilnahm. Der Heira II genügte mangels Konkurrenz in zwei Wettfahrten jeweils das Erreichen des Ziels zum Gewinn der Goldmedaille. Zur Crew gehörten die Clubmitglieder Arthur Allers, Martin Borthen, Kaspar Hassel, Egill Reimers, Christen Wiese und die drei Brüder Thor, Olaf und Erik Ørvig.

## Beruflicher Werdegang
Johan Friele war als Arzt ein renommierter Chirurg und Gynäkologe. Seine erste Anstellung nach dem Abschluss hatte er als Hausarzt der Fischer auf der Inselgruppe der Lofoten. 1884 kehrte er nach Bergen zurück und arbeitete als Allgemeinarzt, Chirurg und Gynäkologe an der Privatklinik Bergen und später an der Rot-Kreuz-Klinik. Als Arzt war er sehr geschätzt wegen seiner Unterstützung der Armen. Er betätigte sich auch als Lokalpolitiker und Vorsitzender des Segelverbandes.

## Seglerische Erfolge
Johan Friele war ein bekannter Segler auch schon vor dem Ersten Weltkrieg. Seine ersten Erfahrungen machte er im Rudern, wo er 13 erste Preise in lokalen Rennen gewann und bekannt wurde für seine Ausdauer. Er wurde 1889 Mitglied in dem Segelclub Bergen Seilbaadforening (später umbenannt in Bergens Seilforening). Während der ersten Jahre nahm er an lokalen Regatten als Crewmitglied teil oder mit Booten, die er sich von anderen Clubmitgliedern ausgeliehen hatte.
Friele kaufte sein erstes eigenes Boot im Jahr 1898 und nannte sie Skum (deutsch Schaum). Mit dieser Yacht nahm er an verschiedenen internationalen Segelregatten teil, auch an Orten mit schlechtem Wetter. 1904 gewann er sein erstes internationales Rennen in Göteborg (Schweden). 1908 kaufte er die Yacht Skum II, ein für seine Zeit technisch hoch modernes Boot der 10-Meter-Klasse, konstruiert von seinem Landsmann Johan Anker. Mit der neuen Yacht gewann er 1909 auf Anhieb den ersten Platz in der ersten Regatta in Bergen. Anschließend segelte er mit der Yacht nach Kiel und Kopenhagen und gewann wieder diverse erste Plätze in der 10-Meter-Klasse. Obwohl er sich mit seiner Yacht in der Spitzengruppe in Skandinavien etablieren konnte, forderte der technische Fortschritt weitere Entwicklungen in der Bootskonstruktion.
Im Jahr 1914 wurde für Johan Friele eine neue Yacht Skum III der 12-Meter-Klasse von der Werft Camper & Nicholsons gebaut und wieder entworfen von Johan Anker. Diese Yacht konnte die in sie gesetzten Erwartungen nicht erfüllen. Der Erste Weltkrieg brach aus und Segelwettbewerbe waren auf Skandinavien beschränkt, das nicht in den Krieg involviert war. Weil er mit der Yacht auch regional nicht erfolgreich wurde, verkaufte er sie schon nach zwei Jahren. Mit den Yachten Skum IV und Skum V, beides ältere Boote, konnte er dann an die früheren Erfolge auf einem regionalen Level anknüpfen.
Im Jahr 1919 begann er sich auf die Olympischen Spiele 1920 in Antwerpen vorzubereiten. Er trat als Skipper der 12-Meter-Yacht Heira II auf der Regattabahn vor Oostende an, die seinem Clubkameraden Olaf Ørvig gehörte und gewann die Goldmedaille.
Nach den Olympischen Spielen 1920 wandte er sich dem Tourensegeln zu und begründete 1922 den Turseilingspokal des Kongelig Norsk Seilforening. Die Jury vergab den ersten Pokal an Friele selbst. 
Die gesamte Segelkarriere von Johan Friele umfasste einen Zeitraum von 30 Jahren, bis er seine Yacht Skum V im Jahre 1924 verkaufte.